# Peter Fairley
Peter Fairley (ur. ok. 1850, Szkocja) - oficjalnie pierwszy w historii trener klubu występującego w Scottish Premier League, Heart of Midlothian. Na tym stanowisku urzędował w latach 1901–1903. Jego następcą był William Waugh.